# Новорождественское (Пермский край)
Новорождественское — село в Пермском крае России. Входит в Лысьвенский городской округ.

## География
Село находится в восточной части района, в пределах западных предгорий Уральских гор, на территории денудационной Предуральской равнины, на правом берегу реки Култым, на расстоянии приблизительно 31 километра (по прямой) к юго-западу от города Лысьвы, административного центра округа. Абсолютная высота — 186 метров над уровнем моря.

## Население
| 2010 |
| ---- |
| 319  |

Половой состав
По данным Всероссийской переписи населения 2010 года в половой структуре населения мужчины составляли 45,5 %, женщины — соответственно 54,5 %.
Национальный состав
Согласно результатам переписи 2002 года, в национальной структуре населения русские составляли 79 % из 452 чел.

## История
Известно с 1816 г. как деревня Верх-Култым. В 1913 г. здесь была построена Христорождественская церковь, которая дала селу новое название. В 1965 г. началось строительство грандиозного животноводческого комплекса на 800 голов крупного рогатого скота.Комплекс входил в состав совхоза «Лысьвенский», но в конце 1979г. совхоз был разделен на два: «Лысьвенский» и «Новорождественский». В 1989 году совхоз «Новорождественский» распался на «Аитковский» и «Новорождественский», которые в 1992г. стали ТОО и в 1993 распались. 
С 2004 до 2011 года село являлось центром ныне упразднённого Новорождественское сельского поселения Лысьвенского муниципального района.

## Климат
Климат характеризуется как умеренно континентальный, с продолжительной холодной зимой и прохладным летом. Средняя многолетняя температура самого холодного месяца (января) составляет −17,4 °С (абсолютный минимум — −48 °С), температура самого тёплого (июля) — 24,4 °С (абсолютный максимум — 37 °С). Безморозный период продолжается в течение 165 дней. Снежный покров держится в среднем 160—170 дней Среднегодовое количество осадков — 654 мм..